# Koffi Kwahulé
Koffi Kwahulé, né le 17 mai 1956 à Abengourou en Côte d'Ivoire, est un comédien, metteur en scène, dramaturge et romancier ivoirien. Lauréat 2006 du prix Ahmadou-Kourouma pour son roman Babyface (éditions Gallimard), et Grand prix littéraire ivoirien 2006. Son écriture est très influencée par le jazz et cela se ressent par une musicalité du texte, mais aussi par l'adoption d'une implication politique et historique similaire. Pour L'Odeur des arbres (éditions Théâtrales), il a reçu en 2017, le grand prix de littérature dramatique ainsi que le prix Bernard-Marie-Koltès en 2018. Pour l’ensemble de son œuvre, il a reçu en 2015 le prix Mokanda et le prix d'excellence de Côte d'Ivoire, et en 2013 le prix Édouard-Glissant.

## Biographie
Koffi Kwahulé suit d'abord une formation à l'Institut national des arts d'Abidjan. En 1979, il arrive en France et entre à l'École nationale supérieure des arts et techniques du théâtre de Paris. Il poursuit ensuite ses études à l'université Sorbonne-Nouvelle, et en sort diplômé d'un doctorat d'arts du spectacle.
Depuis Cette vieille magie noire (1993), sa première pièce, aux textes plus récents comme Babyface (2006) ou La Mélancolie des barbares (2009), Koffi Kwahulé montre une forte influence du jazz dans son écriture. Dépassant la simple thématique, ses pièces sont fortes d'une sonorité et d'une structure rappelant cette musique.
Depuis 1977, il a écrit près d'une trentaine de pièces de théâtre ; certaines sont publiées aux Éditions Lansman et surtout aux Éditions Théâtrales. Dès ses premiers textes apparaît une écriture forte, qui dynamite l'usage habituel de la langue : écriture charnelle, conçue dans la violence immédiate que peut avoir l'oralité dans sa dynamique de parole abrupte, écriture musicale, obsédante, brûlante et saccadée comme un rythme enfiévré de jazz. Il reste aujourd’hui, l’un des auteurs dramatiques africains les plus joués au niveau international. Traduites en plusieurs langues, ses pièces sont créées en Europe, en Afrique, aux États-Unis, au Canada, en Amérique latine, au Japon et en Australie.
Il est également nouvelliste et romancier (Babyface, Ed. Gallimard, 2006, grand prix Ahmadou Kourouma, Monsieur Ki, Ed Gallimard et Nouvel an chinois, Ed. Zulma, 2015).

## Enjeux et thématiques
- Si vous ne connaissez pas le sujet, laissez ce bandeau (vous pouvez alors contacter les auteurs).
- Si vous supprimez le contenu mis en cause (vous pouvez préalablement contacter les auteurs),

argumentez précisément cette suppression dans la page de discussion
(un manque de référence n'est pas un argument ; une recherche réelle de référence doit avoir été effectuée, être formellement documentée).
Du théâtre de Koffi Kwahulé se dégagent plusieurs thématiques récurrentes. Certaines de ses pièces sont installées dans une situation de guerre ou d’une autre forme d’oppression de laquelle naît la violence (El Mona, écrite en 2001 au Liban en est un exemple frappant). L’humain, son désir et ses peurs sont remis au centre de ce contexte. Il faut, cependant, rappeler que l’œuvre de cet auteur ne se résume pas exclusivement à des pièces qui s’inscrivent dans un tel contexte, et traitent de violence de cette manière. Koffi Kwahulé a aussi écrit des pièces plus courtes et plus légères, qui se rapprochent de la farce : Les Créanciers (2000) en est un bon exemple.
La notion de claustration est très importante dans le théâtre de Koffi Kwahulé. Les espaces sont généralement clos et souvent impersonnels : tout se joue dans une prison, dans Misterioso-119 (2005), ou un ascenseur, dans Blue-s-cat (2005), ou encore une impasse au bord d’un précipice, dans El Mona (2001). C’est à partir de cette claustration, de cette impossibilité à s’en aller physiquement de l’endroit donné, qu’est permise la tension entre les personnages, qui amène souvent à la violence (El Mona se termine par la mort de Youssef, et Blue-s-cat se solde par le meurtre de l’homme, par exemple). Le fait que les personnages soient enfermés permet et force parfois aussi leur transcendance spirituelle. L’homme, dans Blue-s-cat, est dans une certaine forme de transcendance, par exemple. Son esprit se place au-delà de l’immédiateté, du présent de cet ascenseur, et pense à ses revenus, ses impôts, entre autres, contrairement au personnage de la femme, qui reste bloquée dans l’immanence, dans sa peur de l’homme.
Beaucoup de personnages du théâtre de Koffi Kwahulé ont une présence christique, un but sacrificiel : c’est le cas de l’intervenante, dans Misterioso-119, qui, sachant très bien le danger de mort qu’elle court en allant monter un spectacle dans cette prison, ne renonce pas à apporter son art et son projet aux jeunes filles incarcérées. Les personnages qui s’inscrivent dans cette même veine sont récurrents dans les pièces de Koffi Kwahulé : Bintou, dans la pièce éponyme (1997), remplit une fonction similaire, par exemple. Cependant, les sacrifices, dans ses pièces, finissent souvent par se révéler inutiles, car le cycle de violence qu'ils achèvent laisse place à une nouvelle violence, que l'on suppose en beaucoup de points similaire à ce premier cycle. On citera par exemple, sa pièce intitulée El Mona qui s'achève par la délocalisation pure et simple de la violence après le sacrifice de Youssef (quoique tout cela ne soit pas lié), mais en aucun cas par la fin de celle-ci.

### La place du jazz dans l'écriture
- Sonorité

Le jazz n'est pas qu'une question thématique ou de style dans l'écriture de Koffi Kwahulé. Quand on écoute ses textes, on entend du jazz. Cette notion de sonorité est très abordable dans la pièce Blue-S-Cat, où on peut attribuer les deux genres à chacun des personnages : l'homme fait du scat et la femme, du blues.
On entend ce jazz notamment, à travers le rythme des paroles et ses ruptures. Les répétitions volontaires de certains mots ou phrases créent également une ambiance sonore cyclique. On peut aussi, à travers les diverses sonorités du texte, distinguer des thèmes musicaux clairement audibles. Souvent, nous avons aussi la superposition de paroles ou de son. Par exemple, dans El Mona, dans une grande majorité de la pièce, en plus du texte, un couple de magiciens pratique sur scène quelques tours en les ponctuant de « Especially for you ! » ou autre « Et voilà ! ». Cette ponctuation contribue au rythme du texte et de sa musicalité. Autre exemple issu de la même pièce, tout au long du texte, un enfant est présent sur scène et regarde la télé. Le son du poste se superpose aux paroles des autres personnages, et apporte un fond sonore œuvrant à la sonorité « jazzy ».
On peut aussi, dans certains cas, associer ses pièces à quelques jazzmen comme John Coltrane, Louis Daniel Armstrong ou encore Thelonious Sphere Monk.
- L'improvisation

Le jazz est une musique qui, de base, ne s'écrit pas et, où l'improvisation tient un rôle très important. On pourrait donc y voir ici un paradoxe : comment Koffi Kwahulé peut-il alors écrire du jazz ? Selon lui, Mistérioso 119 est sa pièce la plus aboutie dans cette recherche du jazz. En effet, la parole n'est pas distribuée et il n'y a quasiment aucune didascalie. On peut donc voir dans ce texte, non pas l'écriture d'une musique, mais plutôt une « salle ou chaque mot serait un instrument de musique laissant libre de choisir qui jouera quoi, comment et à quel moment. » L'improvisation, même à travers un texte précédemment écrit, reste donc très présente et n'est pas en contradiction avec l'un des fondements du jazz.
La question de l'improvisation passe aussi par la situation dans laquelle sont plongés les personnages du théâtre de Koffi Kwahulé. En effet, ils sont enfermés (Blue-S-Cat se passe dans un ascenseur ; Misterioso 119, dans une prison ; El Mona, au bord d'un « fossé-frontière ») et doivent improviser pour se sortir de cette mauvaise passe.
- En rapport à l'histoire et les thèmes du jazz

Alex Lorette, dans  Choralité, fable 8 personnages dans Misterioso 119 de Koffi Kwahulé, dit que la grande différence entre Koffi Kwahulé et les autres écrivains qui se réclament du jazz, chez lui, ce n'est pas une séduisante posture, il est plus concret, il a une connaissance de cette musique et adopte une implication politique et historique similaire. C'est-à-dire qu'il analyse le jazz comme la conversion de l'expérience séculaire d'un sort violent en une démarche de création et une démarche identitaire positive. De la même façon que Duke Ellington dit que « faire du jazz c'est ma façon d'être Américain », Koffi Kwahulé reprend cette démarche et va l'universaliser : il va faire du jazz une note d'espoir dans un monde en ruine et l'étend à toute l'humanité. Le jazz est très adaptable, notamment parce qu'il n'a pas de support écrit.
La dimension chorale évolue au fur et à mesure de ses œuvres. Au début, le chœur est très antique pour en venir à un chœur beaucoup plus « jazzy » comme dans Misterioso 119. Alex Lorette dit qu'il s'agit d'un texte hybride : il compare la polyphonie de cette pièce avec la demande d'emploi de Vinaver. Il ôte l'autorité au chœur : ce ne sont plus vraiment des chœurs mais des scènes chorales.
Pour Gilles Mouellic, dans Misterioso 119, l'écriture de cette pièce résonne comme une composition musicale. Chaque personnage a une identité sonore, c'est-à-dire un phrasé, une histoire, une sonorité. Gilles Mouellic met en relation ce rapport des acteurs et de l'absence de didascalie. Ne serait-ce pas, d'ailleurs, l'absence de didascalie qui donne de l'importance aux motifs ?

## Prix
- Grand prix Tchicaya U Tam’si – Dramaturgies du monde (RFI/ACCT) 1992 (France)
- Prix SACD-RFI 94
- Prix Ahmadou-Kourouma, 2006 (Suisse)
- Grand prix littéraire ivoirien, 2006
- Prix Édouard-Glissant, 2013 (France)
- Prix Mokanda, 2015 (Congo-Brazzaville)
- Prix d’excellence de Côte d’Ivoire, 2015
- Prix Godot 2016, Festival des Nuits de l’Enclave (France)
- Grand prix de littérature dramatique (France), 2017
- Prix Bernard-Marie-Koltès, 2018

## Décoration
- Chevalier de l'ordre des Arts et des Lettres
- Docteur honoris causa de l'université polytechnique Hauts-de-France

## Œuvres

### Théâtre
- Cette vieille magie noire, Lansman, 1993 puis 2006
- ...et son petit ami l’appelait Samiagamal, « Brèves d’ailleurs », Actes-Sud Papiers, 1997
- Bintou, Lansman, 1997 puis 2003
- Fama, Lansman, 1998
- Il nous faut l’Amérique !, Éditions Acoria, Paris 1997
- La Dame du café d’en face, Éditions Théâtrales, 1998
- Jaz, Éditions Théâtrales, 1998
- Les Créanciers, « 25 petites pièces d'auteurs », 2007
- Village fou ou Les Déconnards, Éditions Acoria, Paris 2000
- P’tite-Souillure, Éditions Théâtrales, 2000
- Big Shoot, Éditions Théâtrales, 2000
- Une si paisible jolie petite ville, Théâtres en Bretagne no 10, 2001
- El Mona, « Liban, écrits nomades 1 », Lansman, 2001
- Goldengirls, Théâtre Public no 169-170
- Ces gens-là, revue Siècle 21, mai 2003
- Le Masque boiteux ou Histoires de soldats, Éditions Théâtrales, 2003
- Scat, 5 petites comédies pour une Comédie, Lansman, 2003
- Blue-S-cat, Éditions Théâtrales 2005
- Misterioso – 119, Éditions Théâtrales, 2005
- Brasserie, Éditions Théâtrales, 2006
- La Dame aux edelweiss, In « Petites formes de la Comédie-Française », Éditions L’avant-scène théâtre, 2007
- Ave Maria, In « Regards-9 », Éditions Lansman, 2008
- La Mélancolie des barbares, Lansman, coll. « Urgence de la jeune parole », 2009
- Les Recluses, Éditions Théâtrales, 2010
- Nema, Éditions Théâtrales, 2011
- La Mélancolie des barbares, Éditions Théâtrales, 2013
- L'Odeur des arbres, Éditions Théâtrales, 2016
- Un doux murmure de silence, Éditions Théâtrales, 2016
- Le jour où Ti'zac enjamba la peur, Éditions Théâtrales, 2016
- Charlie & C°, Éditions Acoria, 2018
- Les Africains, Éditions Théâtrales, 2019
- SAMO. Tribute to Basquiat, 2017, Éditions Théâtrales 2019
- Madeleine, In "Kwahulé", Éditions Classiques Garnier, 2019
- Close up, Éditions Théâtrales, 2021
- Arletty... Comme un œuf dansant au milieu des galets, Éditions Théâtrales, 2021
- Boxer, Éditions Théâtrales, 2021
- Redemption blues, In "Ce qui (nous) arrive", volume 1, Éditions espaces 34
- Jaz, Éditions Théâtrales, 2023
- La Majesté du blues, Éditions Théâtrales, 2025
- Panonica, Éditions Théâtrales, 2025
- KassNoisette, Éditions Théâtrales, 2025

### Autres
- Babyface (roman), Éditions Gallimard, 2006
- Monsieur Ki (roman), Éditions Gallimard, 2010
- Nouvel an chinois (roman), Éditions Zulma, 2015
- La Jeune fille au gousset (nouvelle), revue Africultures no 10, 1998
- Veillée d’armes (nouvelle), « Babel heureuse », Éditions L'Esprit des péninsules, Paris, 2002
- Western (nouvelle), revue Le Paresseux no 35, 2003
- Babyface (nouvelle) in Le marchand de fables est repassé, Ed. Luc Pire, Bruxelles, 2000
- Babyface In From Africa, Nebraska University Press, Lincoln & London, 2004 (traduction anglo-américaine de Melissa Marcus)
- Elsa Cohen (nouvelle) in Afrique(s), publiée dans « Librairies du Sud », Marseille 2007
- Le jeune homme avec sa tête sous le bras (nouvelle) in À feu et à sang, Kristian Frédéric, Ed. de la Pleine lune, Montréal, 2007
- Bal masqué (nouvelle), Editions Tropiques, Yaoundé 2008
- Agnus Dei (nouvelle) in Les nouvelles de la banlieue, Éditions Textuel, Paris 2008
- Film américain (nouvelle) in Pour Haïti, Éditions Desnel, Fort-de-France, 2010
- ENSATT L'École théâtre (collectif), avant-propos de Valérie Pécresse, Collection : Mémoire[s], 206 pages, Les Solitaires intempestifs, •  (ISBN 978-2-84681-321-1)
- Invisibles (nouvelle) in Masques… à démasquer, Catalogue du Musée Barbier-Mueller de Genève, 2012, et Revue Gibraltar n° 3, 2014
- Lush Life (nouvelle) in My Favorite Things (Le Tour du Jazz en 80 auteurs), Éditions Alter Ego, Paris, 2013
- Corps et âmes (nouvelle) in Du souffle dans les mots. 30 écrivains s’engagent pour le climat, Éditions Arthaud, 2015
- Petits romans du Havre (ouvrage collectif de Thierry Illouz, Koffi Kwahulé, Camille Laurens, Isabelle Letelie, Marie NDiaye, Marie Nimier, Sylvain Prudhomme, Olivia Rosenthal et de Lydie Salvayre), Éditions Gallimard, 2017
- Ubu roi de Jarry (essai), Bertrand Lacoste, 1993
- Pour une critique du théâtre ivoirien contemporain (essai), éditions L’Harmattan, 1996

## Sources
- Gilles Mouellic, « Misterioso » 119 de Koffi Kwahulé
- Alex Lorette, Choralité, fable, 8 personnages dans « Misterioso 119 » de Koffi Kwahulé